# Careproctus scottae
Careproctus scottae är en fiskart som beskrevs av Chapman och Delacy, 1934. Careproctus scottae ingår i släktet Careproctus och familjen Liparidae. Inga underarter finns listade.